# Вавилонська математика
Дана стаття — частина огляду Історія математики.

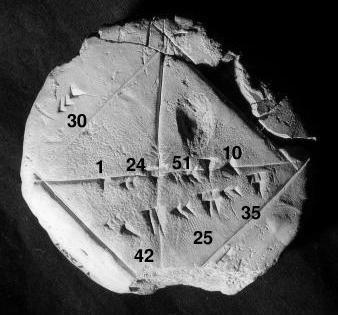
Вавилонська табличка (близько 1800—1600 р. до н. е.) з обчисленням
1.41421296…

Вавилонські математики (також відомі як ассиро-вавилонські математики) — математики, які жили у Месопотамії від днів стародавніх шумерів до падіння Вавилона в 539 році до нашої ери. Вавилонські математичні тексти численні і добре відредаговані. Що стосується часу вони потрапляють в дві групи: одні з Старовавилонського періоду (1830—1531 до н. е.), а інші в основному держави Селевкідів з останніх трьох-чотирьох століть до нашої ери. Відносно змісту майже не існує різниці між цими двома групами текстів. Таким чином, вавилонська математика лишилася незмінною, за своїм характером і змістом, протягом майже двох тисячоліть.

## Загальні відомості
Вавилонське царство виникло на початку II тисячоліття до н. е. на території сучасного Іраку, прийшовши на зміну Шумеру та Аккаду і успадкувавши їх розвинену культуру. Проіснувало до перського завоювання в 539 році до н. е.
Вавилоняни писали клинописними значками на глиняних табличках, які в чималій кількості дійшли до наших днів (більше 500 000, з них близько 400 пов'язані з математикою). Тому ми маємо досить повне уявлення про математичні досягненнях вчених Вавилонської держави. Відзначимо, що коріння культури вавилонян було значною мірою успадковане від Шумерів — клинописний лист, рахункова методика тощо.
Вавилонські математичні тексти носять переважно навчальний характер. З них видно, що вавилонська розрахункова техніка була набагато досконаліша єгипетської, а коло вирішуваних завдань істотно ширше. Є завдання на рішення рівнянь другого ступеня, геометричні прогресії. При вирішенні застосовувалися пропорції, середнє арифметичне, відсотки. Методи роботи з прогресіями були глибші, ніж у єгиптян. Лінійні і квадратні рівняння вирішувалися ще в епоху Хаммурапі (він правив у 1793—1750 роках до н. е.); при цьому використовувалася геометрична термінологія (добуток ab називався площею, abc — об'ємом, і т. д.). Багато значків для одночленів були шумерськими, з чого можна зробити висновок про давність цих алгоритмів; ці значки вживалися як буквені позначення невідомих в нашій алгебрі. Зустрічаються також кубічні рівняння і системи лінійних рівнянь. Вінцем планіметрії була теорема Піфагора; Ван дер Варден вважає, що вавилоняни відкрили її між 2000 і 1786 роками до н. е..
Як і в єгипетських текстах, викладається тільки алгоритм рішення (на конкретних прикладах), без коментарів і доказів. Однак аналіз алгоритмів показує, що загальна математична теорія у вавилонян безсумнівно була.

## Нумерація

Вавилонські цифри

Шумери і вавилоняни використовували 60-кову позиційну систему числення, увічнену в нашому розподілі круга на 360°. Писали вони, як і ми, зліва направо. Однак запис необхідних 60 цифр був своєрідний. Значків для цифр було всього два, позначимо їх — О (одиниці) і Д (десятки); пізніше з'явився значок для нуля. Цифри від 1 до 9 зображувалися як О, ОО, … ООООООООО. Далі йшли Д, ДО, … ДДДДДООООООООО (59). Таким чином, число зображувалося в позиційній 60-ковій системі, а його 60-кові цифри — в адитивній десятковій. Аналогічно записувалися дроби. Для популярних дробів 1/2, 1/3 і 2/3 були спеціальні значки.
Грецькі і середньовічні європейські математики (зокрема і Коперник), для позначення дрібних частин користувалися вавилонською 60-ковою системою. Завдяки цьому ми ділимо годину на 60 хвилин і хвилини на 60 секунд. При цьому треба зазначити, що всупереч поширеній думці, години, хвилини і секунди не використовувалися у Стародавньому Вавилоні. Замість цього використовувалася подвійна година тривалістю 120 сучасних хвилин, а також час-градус тривалістю 1⁄360 дня (тобто чотири хвилини) і «третя частина» тривалістю 31⁄3 сучасних секунди (хелек в сучасному єврейському календарі).
У сучасній науковій літературі для зручності використовується компактний запис вавилонського числа, наприклад: 4,2,10; 46,52
Розшифровується цей запис наступним чином: 4 × 3600 + 2 × 60 + 10 + 46/60 + 52/3600

## Арифметика
Для множення застосовувався громіздкий комплект таблиць, окремо для множення на 1 … 20, 30 … 50. Ділення {\displaystyle m/n} вони замінювали множенням {\displaystyle m\times \left({\frac {1}{n}}\right)}, а для знаходження {\displaystyle 1/n} у них були спеціальні таблиці. Інші таблиці допомагали підносити до степеня, добувати корінь і навіть знаходити показник ступеня {\displaystyle n}, якщо дано число виду {\displaystyle 2^{n}}(ці двійкові логарифми використовувалися для підрахунку відсотків по кредиту).
Для обчислення квадратного кореня вавилоняни відкрили ітераційний процес, що швидко збігається, — нове наближення для {\displaystyle {\sqrt {a}}} виходило з попереднього за формулою:
```
   

  

    

      

        

          
x

          

            
n

            
+

            
1

          

        

        
=

        

          

            
1

            
2

          

        

        
 

        
(

        

          
x

          

            
n

          

        

        
+

        

          

            
a

            

              
x

              

                
n

              

            

          

        

        
)

        
 

      

    

    
{\displaystyle x_{n+1}={\frac {1}{2}}~(x_{n}+{\frac {a}{x_{n}}})\ }

  

```

## Геометрія
В геометрії розглядалися ті ж фігури, що і в Єгипті, плюс сегмент круга і зрізаний конус. У ранніх документах вважають {\displaystyle \pi =3}; пізніше зустрічається наближення 25/8 = 3,125 (у єгиптян 256/81 ≈ 3,1605). Зустрічається також і незвичайне правило: площа круга є 1/12 від квадрата довжини кола, тобто {\displaystyle \pi ^{2}R^{2}/3}. Вперше з'являється (ще при Хаммурапі) теорема Піфагора, і в загальному вигляді; вона забезпечувалася особливими таблицями і широко застосовувалася при вирішенні різних завдань. Вавилоняни вміли обчислювати площі правильних багатокутників; мабуть, їм був знайомий принцип подібності. Для площі неправильних чотирикутників використовувалася та ж наближена формула, що і в Єгипті:
{\displaystyle S={\frac {a+c}{2}}\cdot {\frac {b+d}{2}}}.
Від вавилонської математики беруть початок звичні нам одиниці вимірювання кутів: градуси, мінути й секунди. Введення цих одиниць у давньогрецьку математику зазвичай приписують Гіпсиклу, II століття до н. е.
Значні досягнення вавилонських математиків і астрономів стали фундаментом для науки наступних цивілізацій, і насамперед — науки стародавньої Греції. Все ж багата теоретична основа математики Вавилона не мала цілісного характеру і зводилася до набору розрізнених методів, позбавлених доказової бази. Систематичний доказовий підхід в математиці з'явився тільки у греків.